# Дальсвязь
Дальсвя́зь — ранее существовавшая российская телекоммуникационная компания, одна из семи межрегиональных компаний связи (МРК), принадлежавших ОАО «Связьинвест». Прекратила свою деятельность в 2011 году в результате присоединения к ОАО «Ростелеком».
Полное наименование — Открытое акционерное общество «Дальневосточная компания электросвязи». Штаб-квартира располагалась во Владивостоке.

## История
Компания учреждена 1 октября 2002 года в результате стратегии макрорегиональной консолидации активов «Связьинвеста» на основе предприятий электросвязи Амурской, Магаданской, Камчатской, Сахалинской, Еврейской автономной областей, Приморского и Хабаровского краёв.
В период с 2004 по 2007 год «Мобиком–Хабаровск» осуществлял свою деятельность в Магаданской области и на Камчатке через «Дальсвязь» путём аренды каналов сотовой связи. В рамках этого сотрудничества «МегаФон» не добился успехов в регионе и в связи с информацией о продаже «Дальсвязи» вынужден был построить собственную сеть для оказания услуг. Второй причиной стало несовершенство технической базы «Дальсвязи», с помощью которой невозможно оказывать клиентам такие услуги, как Wi-Fi или EDGE.
1 апреля 2011 года компания вошла в состав ОАО «Ростелеком» и прекратила своё существование как отдельное юридическое лицо.

## Собственники и руководство
Основной акционер — «Связьинвест» (51 % голосующих акций).
- Капитализация на 30 апреля 2009 года — $116,4 млн.
- Капитализация компании по состоянию на июнь 2009 года составила 159 млн дол. США.[3]

Генеральный директор — Андрей Балаценко.

## Деятельность
«Дальсвязь» оказывает услуги связи в регионах Дальнего Востока. Предоставляет комплекс услуг телефонии, сотовой связи, доступа в интернет, передачи данных и др.
Выручка «Дальсвязи» за 2008 год по РСБУ составила 12,232 млрд руб. (за 2007 год — 11,2 млрд руб.), чистая прибыль — 1,735 млрд руб. (873,7 млн руб.).

## Критика
Компания «Дальсвязь» являлась монополистом в области оказания ряда услуг связи на Дальнем Востоке и, по некоторым сведениям, в том числе сведения и от Россвязьнадзора, неоднократно использовала своё монопольное положение для давления на потенциальных конкурентов и необоснованного повышения цен. В марте 2010 года Федеральная антимонопольная служба обвинила компанию в установлении монопольно высоких цен на доступ в интернет и возбудила дело против «Дальсвязи». ФАС установила, что тарифы на доступ в интернет в Камчатском крае на 350—1700 % выше московских и петербургских. А цена на услуги в Сахалинской области на 250 % чем в других городах Дальнего Востока и на 1800-5100 % выше, чем на западе страны.